# Peter Michael Grosz
Peter Michael Grosz (* 22. Mai 1926 in Berlin; † 29. September 2006 in Princeton) war ein US-amerikanischer Physiker und Luftfahrthistoriker.

## Leben und Wirken
Peter Grosz stammte aus einer musischen Familie (sein Vater war der Maler George Grosz und sein jüngerer Bruder ist der US-amerikanische Musiker Marty Grosz) und verbrachte seine Kindheit bis 1933 in Berlin. Im Oktober 1933 folgte er dem Vater in die USA. Er studierte in Harvard Physik, wo er 1950 seinen Abschluss machte. 1952 zog er mit seiner Frau Lilian nach Princeton, New Jersey, wo er in verschiedenen Forschungslaboren arbeitete. Seine beiden Kinder verstarben vor ihm.
Peter Grosz schrieb drei Bücher und mehr als 220 Artikel und Monographien über die Luftfahrtentwicklung bis zum Ende des Ersten Weltkrieges. Er war aktives Mitglied in mehreren historischen Vereinigungen und geschätzter Berater führender Luftfahrtmuseen. Den Aufbau der Luftfahrtabteilung des Deutschen Technikmuseum Berlin unterstützte er von Beginn an mit seinem Wissen und seinen Verbindungen. 2004 erhielt er in Anerkennung seiner bedeutenden Schenkung und seines Wirkens den Großen Verdienstorden der Bundesrepublik Deutschland. Seine Frau Lilian übergab 2007 seinen Nachlass – die größte private Sammlung von Archivalien zur Geschichte der deutschen Luftfahrttechnik aus der Zeit von 1909 bis 1918 – an das Deutsche Technikmuseum in Berlin.

## Schriften (Auswahl)
- Grosz, Peter Michael: The German Giants. London : Putnam, 1962
- Grosz, Peter Michael: The Pfalz D XII – Leatherhead: Profile Publications, 1967
- Grosz, Peter Michael: The Roland C II – Leatherhead: Profile Publications, 1967
- The Gotha GI−GV, in: „Aircraft Profile“, Nr. 115, 1966